# Another One Bites the Dust

"Another One Bites the Dust" je singl britanskog rock sastava "Queen" kojeg je napisao basist John Deacon. Nalazi se na albumu "The Game" iz 1980. godine. Singl je objavljen 22. kolovoza 1980. Na "B" strani nalazi "Dragon Attack" Briana Maya. Pjesma se odmah po izdavanju popela na vrhove raznih top ljestvica; R & B, disco. Nalazi se na 34. mjestu Billboardove top liste pjesama svih vremena. 
Najprodavaniji je singl sastava s prodanih više od 7 000 000 primjeraka. 1981. godine objavljena je na kompilaciji "Greatest Hits".
1998. godine obradio pjesmu je obradio američki rapper Wyclef Jean. 2002. godine obradili su je francuzi pod nazivom "Queen Factory". 2004. godine pjesmu je obradila grčko - američka pjevačica Kalomoira. 2006. obradio ju je američki dance sastav "The Miami Project".

## Top ljestvica
| Zemlja      | Pozicija |
| ----------- | -------- |
| UK          | 1        |
| Irska       | 4        |
| Novi Zeland | 2        |
| Nizozemska  | 14       |
| SAD         | 1        |
| SAD (R&B)   | 2        |
| Švicarska   | 8        |
| Kanada      | 1        |
| Australija  | 5        |
| Njemačka    | 6        |
| Austrija    | 6        |
| Argentina   | 1        |
| Finska      | 4        |

## Singl Wyclefa Jeana (1998.)
1998. godine američki rapper Wyclef Jean zajedno s Prasom Michelom, Canibusom, i Freeom obradili su pjesmu za potrebe filma Small Soldiers. Ova obrada objavljena je na kompilaaciji "Greatest Hits III" iz 1999. godine.

#### Popis pjesama na SAD 5" singlu
1. "Another One Bites The Dust" (Radio edit) (4:00)
2. "Another One Bites The Dust" (LP verzija) (4:20)
3. "Another One Bites The Dust" (Instrumental) (4:17)
4. "Another One Bites The Dust" (A cappella) (4:45)

#### Popis pjesama na UK 5" singlu
1. "Another One Bites The Dust" (New LP verzija) (4:20)
2. "Another One Bites The Dust" (Team 1 Black Rock Star Main pass miks) (4:46)
3. "Another One Bites The Dust" (Team 1 Black Rock Star radio edit) (4:17)

#### Popis pjesama na talijanskom 12" singlu
A strana
1. "Another One Bites The Dust" (LP verzija) (4:20)
2. "Another One Bites The Dust" (Small Soldiers video miks) (4:00)
3. "Another One Bites The Dust" (Instrumental) (4:17)
4. "Another One Bites The Dust" (A cappella) (4:45)

B strana
1. "Another One Bites The Dust" (Team 1 Black Rock Star Main pass) (4:48)
2. "Another One Bites The Dust" (Team 1 Black Rock Star radio edit) (4:17)
3. "Another One Bites The Dust" (Team 1 Black Rock Star remiks instrumental) (4:46)

## Obrada "The Miami Projecta" (2006.)

#### Popis pjesama
1. "Another One Bites The Dust" (Cedric Gervais i Second Sun radio edit) - 3:22
2. "Another One Bites The Dust" (Cedric Gervais i Second Sun vocal miks) - 7:17
3. "Another One Bites The Dust" (Oliver Koletzki remiks) - 6:14
4. "Another One Bites The Dust" (A Skillz remisk) - 5:34
5. "Another One Bites The Dust" (Soul Avengerz remiks) - 7:12
6. "Another One Bites The Dust" (DJ Pedro i Olivier Berger miks) - 6:29

## Vanjske poveznice
Tekst pjesme "Another One Bites the Dust"